# Gerry Vergult
Gerry Vergult (11 november 1956), beter bekend als Fred Angst, is een Belgisch muzikant voornamelijk bekend van Aroma di Amore.

## Levensloop
Vergult begint zijn muzikale loopbaan in 1979 bij de popgroep The End. 
Drie jaar later ('82) richt hij samen met Elvis Peeters de newwave- en punkband Aroma di Amore op. Ze nemen deel aan Humo's Rock Rally en bereiken de finale. Aroma di Amore is een van de eerste bands die rockmuziek combineert met elektronische sounds. In 1984 en 1985 brengt Vergult twee soloplaten uit onder de naam Fred A. (verwijzend naar zijn pseudoniem Fred Angst). Een jaar later, naar aanleiding van de overwinning van Sandra Kim op het Eurovisiesongfestival brengt hij samen met Elvis Peeters het nummer Ik ben verliefd op Sandra Kim als de Bange Konijnen. 
In 1988 richt hij, eveneens met Elvis Peeters, het muziektheaterduo Peeters & Angst op. Als duo trekken ze langs de podia van de culturele centra tot 1994. De bekendste realisatie van het duo is het muziektheaterstuk Gras aan de horizon voor de Vooruit in Gent onder regie van Mark Wijns. In 1994 lopen de wegen met Elvis Peeters uit elkaar en zoekt Vergult nieuwe horizonten op. Dat brengt hem enerzijds bij muziektheater Backstage (met Frank Dierens, Maud Verlynde en Jan Steen) en anderzijds bij de experimentele-rockband Buba (met Theo Buys). In 1997 richt hij met Maud Verlynde en Luc Gulinck de triphopband Kolk op. Kolk brengt in 1999 een album uit bij Sony Music. Het album flopt en de band houdt ermee op. In 2003 start Vergult het project Zool. waarmee hij, op elektronica en zijn karakteristieke gitaarspel gebaseerde, instrumentale muziek brengt.
In 2004 herrijst Aroma di Amore en volgen er twee compilaties (2009) en twee nieuwe albums Samizdat (2012) en Zin (2016). Begin 2017 beslist de groep er mee op te houden. Maar pas in 2022 spelen ze een afscheidstournee die eindigt in de Brusselse AB waar het 40 jaar eerder begonnen was. Ook verschijnt er nog een lp-box "Zwarte Doos" met daarin re-issues van al het plaatwerk uit de jaren 80.
Als Zool. bracht hij tot dusver 6 albums uit.
In 2021 start hij zijn nevenproject Het Kruim.

## Discografie[1][2]

### Albums
- Aroma di Amore - Koude Oorlog (1983)
- Aroma di Amore - Zonder omzien (1984)
- Aroma di Amore - De sfeer van grote dagen (1984)
- Fred A. - Works 1 (1984)
- Fred A. - Ik en mezelf (1985)
- Aroma di Amore - Harde feiten (1986)
- Aroma di Amore - KoudvuuR (1988)
- Kolk - Nachtschade (1999)
- Zool. - Vadem (2006)
- Zool. - Ampersand (2009)
- Zool. - Camera (2009)
- Aroma di Amore - Onverdeeld (2009)
- Aroma di Amore - Ongehoord (2010)
- Aroma di Amore - Samizdat (2012)
- Zool. - Ballroom Blitz (2014)
- Aroma di Amore - Zin (2016)
- Zool. - Bombykol (2017)
- Nasca - Nasca (2019)
- Fred A. - De angst voorbij (2020)
- Zool. - The Time Remaining (2021)
- Zool./Butsenzeller - Humanity/Empathy (2022)
- Aroma di Amore -  Zwarte Doos (2022)

### Singles & ep's
- The End (band)The End - The One for Me (1980)
- Aroma di Amore - Voor de dood (1983)
- Aroma di Amore - Gorilla Dans de Samba (1983)
- Bange Konijnen - Ik ben verliefd op Sandra Kim (1986)
- Peeters & Angst - Andermans herinnering (1992)
- Buba - Craft (1998, ep)
- Kolk - Bleue (1999)
- Kolk - Lemmet (1999)
- Kolk - Lemmet remixes (1999)
- Kolk - Uma (1999)
- Kolk - Uma remixes (1999)
- Zool. - EP One (2004)
- Zool. - EP Two (2005)
- Uwe Palto - Ego Machine (2009)
- Aroma di Amore - Hoor hoe weent mijn ziel (2012)
- Aroma di Amore - Kom Terug (2012)
- Aroma di Amore - De nacht en zijn kwaad (2016)
- Aroma di Amore - Het andere meisje (2016)
- Zool. - Malmö (2019)
- Het Kruim - Voorbode (2021)
- Het Kruim - Zet uw vink (2021)
- Het Kruim - Hittegolf (2022)
- Het Kruim - Hartvuur (2023)
- Fred Angst - 15 dagen in de zon (2024)
- Fred Angst - Het blauwe goud (2024)
- Fred Angst - Wolf (2025)